# Фригорія
Фриго́рія — позасистемна одиниця кількости холоду, кількість тепла, яку потрібно відняти від одного кілограма води при охолодженні на 1 градус Цельсія.
1 фригорія = 4,1868 кДж
Еквівалентна одній Міжнародній калорії(1956), але має від'ємне значення.